# Reginald Dyer
Reginald Edward Harry Dyer, född 9 oktober 1864 i Murree i Punjab i dåvarande Brittiska Indien (i nuvarande Pakistan), död 23 juli 1927 i Long Ashton i Somerset i England, var en brittisk officer.

## Utbildning och militär karriär
Efter avslutad grundskola i Indien och på Irland började Dyer 1885 studera på Royal Military Academy Sandhurst där han snabbt utmärkte sig från mängden och hade redan efter 1886 avancerat till löjtnants grad. Efter kortare tjänst i Belfast, Queen's Royal Regiment (West Surrey) och i Tredje anglo-burmesiska kriget fick han 1887 tjänst i Brittisk-indiska armén, först en kortare tid vid 39:e Bengaliska infanteriregementet och sedan vid Punjabs 29:e infanteriregemente. 1896 befordrades han till kapten och senare Generaladjutant 1901. Under första världskriget tjänstgjorde han i Persien och befordrades 1916, då med överstes grad, tillfälligt till brigadgeneral.

## Amritsarmassakern
När första världskriget tog slut började en stor del av den indiska befolkningen kräva självstyre från britterna, häftiga strejker och andra oroligheter spred sig snabbt över den brittiska kolonin och hela den brittisk-indiska armén sattes i full beredskap. Särskilt oroligt var det i provinsen Punjab i april 1919 där britterna fruktade ett massivt folkuppror vilken dag som helst. I ren desperation svarade Punjabs guvernör Sir Michael O’Dwyer med att arrestera alla som misstänktes kunna leda ett sådant uppror, oroligheter utbröt i staden Amritsar i samband med detta, trots att de indiska upprorsledarna talade för att man endast skulle använda sig av icke-våld och civil olydnad som motstånd. Ett flertal hinduer och muslimer skadades av soldater och polis och oroligheterna kulminerade den 9 april då en brittisk lärarinna, Marcella Sherwood, misshandlades svårt av en uppretad folkmobb. Detta gav armén en ursäkt att ingripa med full kraft. 
På torget Jalliannwalla Bagh i staden hade en stor folksamling bildats. Från början hade man kommit för att fira den lokala högtiden vaisakhi, men oroligheterna i staden hade gjort att det istället utvecklats till ett demonstrationsmöte och fler och fler människor hade strömmat till under dagen. Dyer, som ledde en enhet om totalt 90 man, var den förste som anlände till platsen med sin enhet. Dyer beordrade sina trupper att skjuta rakt in i folkmassan tills ammunitionen tog slut, vilket trupperna också gjorde. Kaos bröt ut på platsen och folk försökte ta sig därifrån, men det 28000 kvadratmeter stora Jallianwalla Bagh är helt inhägnat av murar med endast fem in- och utgångar. Av dessa blockerade Dyers enhet den största och situationen urartade totalt, när folkmassan försökte ta sig ut genom de övriga fyra portarna, samtidigt som soldaterna fortsatte att skjuta på den. Dyer beordrade flera gånger sina trupper att skjuta mot de delar av folkmassan som var som tjockast och de beordrades också att skjuta mot portarna där folk försökte ta sig ut. Flera av soldater försökte medvetet skjuta upp i luften för att inte träffa någon, men varje gång Dyer upptäckte detta skrek han åt dem att "skjuta lägre". Skjutandet pågick i ungefär tio minuter, då det upphörde eftersom soldaterna skjutit slut på all sin ammunition. 1650 skott avlossades. Enligt den officiella rapporten dödades 379 människor och över 1000 skadades, men dessa siffror har ifrågasatts av många. Dyer erkände efteråt i förhör att ingen varning hade utfärdats innan soldaterna öppnade eld och att han inte ångrade sitt agerande.

### Reaktioner
Britterna tillsatte en haverikommission som skulle utreda händelsen och kom till slutsatsen att Dyer agerat inkorrekt och bar det fulla ansvaret för massakern och att man helst såg att han frivilligt skulle avgå från armén, detta kom dock av sig då det tredje anglo-afghanska kriget (6 maj-8 augusti 1919) bröt ut. Efter kriget avgick Dyer från armén och flyttade till England. 
Massakern ledde till att stödet för Indiens frihetskamp ökade både i Indien men också från andra länder. Dyer kom att få öknamnet Slaktaren från Amritsar och hans agerande fördömdes även av många britter, framför allt av dem som bodde i Indien. Samtidigt hyllades Dyer från av de konservativa proimperialisterna som inte såg något problem i att behålla kontrollen över Indien med våld.

## Återkomst till England
Dyers mottagande i England var blandat, bland många var han nu en hatad man men från konservativt håll hyllades han som en hjälte och mottog en belöning på 26 000 pund av den konservativa och proimperialistiska dagstidningen The Morning Post. 
Under resten av sitt liv försvarade Dyer sitt agerande under Amritsarmassakern och det brittiska styret i Indien och skrev flera debattartiklar om ämnet som alla publicerades i The Morning Post. I en av sina artiklar skrev han: "Ghandi kommer inte att kunna leda Indien till ett fungerande självstyre. Det brittiska styret måste fortsätta, stadigt och opåverkat i sin administration och rättvisa mot alla män".

## Död
Den 23 juli 1927 avled Dyer i sviterna av en stroke. Tidningen The Morning Post skrev en minnesartikel om honom med rubriken: "Mannen som räddade Indien. Han gjorde sin plikt" Men den liberala tidningen Westminster Gazette skrev istället: "Ingen brittisk handling under hela Indiens historia, har någonsin varit ett mer förödande slag mot indisk tro på brittisk rättvisa som massakern i Amritsar".

## Reginald Dyer på film
Reginald Dyer porträtteras i filmen Gandhi där han spelas av Edward Fox.